# Franziska Mathis-Ullrich
Franziska Mathis-Ullrich (* 1987, geboren als Franziska Ullrich) ist eine deutsche Professorin und Expertin für Robotik in der Chirurgie.

## Leben und Wirken
Franziska Mathis-Ullrich erhielt im Jahr 2008 den Bachelor of Science in Maschinenbau an der ETH Zürich. In 2011 schloss sie an derselben Institution ihr Masterstudium in der Vertiefungsrichtung Robotik ab. Im Jahr 2016 wurde sie mit dem Thema „Assistive Robots for Minimally Invasive Ophthalmic Surgery“ promoviert. Ihre Forschungen konzentrierten sich auf die Entwicklung verschiedener Mikroroboter zur Unterstützung der Augenchirurgie.
Danach arbeitete sie zwei Jahre als Postdoc an der ETH Zürich. Während dieser Zeit gründete sie mit anderen zusammen das Startup-Unternehmen  Ophtorobotics und übernahm die Geschäftsführung. Schwerpunkt ihrer Arbeit war die Entwicklung und Vermarktung des weltweit ersten Systems, das automatisiert Medikamente ins Auge injiziert, um chronische Augenerkrankungen sicher und effizient zu behandeln.
2019 trat sie eine Juniorprofessur am Karlsruhe Institut für Technologie (KIT) an und leitete den Lehrstuhl für Medizinrobotik am Institut für Anthropomatik und Robotik (IAR).
Franziska Mathis-Ullrich ist seit 2023 Professorin für Chirurgische Robotik an der Friedrich-Alexander-Universität Erlangen-Nürnberg (FAU) am Lehrstuhl für Künstliche Intelligenz in der Biomedizinischen Technik. Sie leitet dort das Surgical Planning and Robotic Cognition Lab (SPARC).
Die Forschungsschwerpunkte von Franziska Mathis-Ullrich liegen auf minimalinvasiven Robotersystemen und eingebettetem maschinellem Lernen mit Schwerpunkt auf Anwendungen in der Chirurgie.

## Weitere Aktivitäten und Preise
Mathis-Ullrich ist Vizepräsidentin der  Deutschen Gesellschaft für Computer- und Roboterassistierte Chirurgie (CURAC). Sie hat mehrere internationale Auszeichnungen erhalten:
- IEEE ICRA Best Paper Award in Medical Robotics (2014)[4]
- IEEE BioRob Best Student Paper Award (2016)[5]
- Silver Award: Engineering Medical Innovation (EMediC) Global Competition; Von Chow Yuk Ho Technology Center for Innovative Medicine, Chinese University of Hongkong, 2016[6]
- Forbes-Liste der „30 unter 30“ im Bereich Science&Healthcare (2017)[7]

## Veröffentlichungen (Auswahl)
- Zeineldin, Ramy & Karar, Mohamed & Burgert, Oliver & Mathis-Ullrich, Franziska. (2024). NeuroIGN: Explainable Multimodal Image-Guided System for Precise Brain Tumor Surgery. Journal of Medical Systems. 48. 1-11. 10.1007/s10916-024-02037-3.
- Lemke, Heinz & Mathis-Ullrich, Franziska. (2024). Design criteria for AI-based IT systems. International journal of computer assisted radiology and surgery. 19. 10.1007/s11548-024-03064-8.
- Zeineldin, Ramy & Junger, Denise & Mathis-Ullrich, Franziska & Burgert, Oliver. (2023). Development of an AI-driven system for neurosurgery with a usability study: a step towards minimal invasive robotics. at - Automatisierungstechnik. 71. 537-546. 10.1515/auto-2023-0061.
- Fischer, Nikola & Knapp, Johannes & Mathis-Ullrich, Franziska. (2023). Shape-sensing by self-sensing of shape memory alloy instruments for minimal invasive surgery. at - Automatisierungstechnik. 71. 554-561. 10.1515/auto-2023-0058.
- Wagner, Martin & Müller-Stich, Beat & Mathis-Ullrich, Franziska. (2022). Zukunftsnavigator Chirurgierobotik: Der Weg zur Ko-Operation zwischen menschlichen Experten und lernenden Maschinen. 10.1007/978-3-662-64902-2_10.